# Tatabányai Bányász-barlang
A Tatabányai Bányász-barlang az egyik olyan időszakosan működő jellegzetes víznyelőbarlang, amely a Duna–Ipoly Nemzeti Parkban lévő Gerecse hegységben található. Denevérek is előfordulnak járataiban.

## Leírás
A Gerecsében elhelyezkedő Kő-hegy és Halyagos-hegy közötti völgyben, a Kis-rét térségében, Tatabánya külterületén, kb. 300 m tengerszint feletti magasságban van a barlang függőleges tengelyirányú és vaslemezajtóval lezárt bejárata. A Kő-hegy fennsíkjának ÉNy-i peremén vezető piros sáv jelzésű forgalmas turistaút közelében található az a töbör, amelynek alján nyílik.
Bontott bejárati aknája 1,5×1,5 m szelvényű. A majdnem függőleges akna 1–2 m átmérőjű és 7 m mély. Az aljáról kisebb lépcsőkkel továbbhaladó járat 12 m mélységben egy terem tetejére csatlakozik. A nagyon lejtős aljú terem 9–10 m hosszú, 2–4 m széles és 4–12 m magas. Az időszakosan aktív víznyelőbarlang felső triász vastagpados mészkő ÉÉK–DDNy irányú törésvonala mentén jött létre a beszivárgó vizek oldó hatására. Falai csipkésre korrodáltak és képződménymentesek. Alsó része mindig nedves, de ritkák a csepegések. A Duna–Ipoly Nemzeti Park Igazgatóság engedélyével látogatható.
A Gerecse Barlangkutató és Természetvédő Egyesület végzett denevér-megfigyeléseket a Tatabányai Bányász-barlangban, amelyek során 2 denevérfaj; kis patkósdenevér és közönséges denevér jelenlétét állapították meg a csoporttagok. Az eddig rendelkezésre álló kevés adat alapján a barlang feltételesen kis faj- és egyedszámú téli denevér-szálláshelynek tekinthető.
1981-ben volt először Tatabányai Bányász-barlangnak nevezve a barlang az irodalmában. Előfordul a barlang az irodalmában 7-8. sz. víznyelő (Székely 1994), 7-8.sz. víznyelő (Juhász 2007), 7-es sz. viznyelő (Sashegyi 1972), 7-es sz. víznyelő (Sashegyi 1972), 7 és 8. sz. viznyelő (Lendvay 1979), 7. sz. víznyelő (Juhász 1994), Bányász-barlang (Lendvay 1975), Csemetekerti-viznyelő (Lendvay 1979), Csemetekerti-víznyelő (Székely 1994), Kisréti viznyelő (Lendvay 1979), Tatabányai-Bányász-barlang (Lendvay 1975) és tatabányai Bányász-barlang (Kordos 1984) neveken is.

## Kutatástörténet
1964-ben a Vasútépítő Törekvés 2. sz. kutatócsoportja bontotta meg ezt az időszakos nyelőt, amelyben biztató légmozgást észleltek a tagok, de omlásba ütköztek. Kibontására nem volt idő és energia. 1965 tavaszán a terepbejárásokkor több kis víznyelőt vettek nyilvántartásba, amelyek közül az egyik a turul közelében helyezkedik el. A Vasútépítő Törekvés barlangkutatói Csemetekerti-viznyelő és Kisréti viznyelő neveken ismerték. Tervezték, hogy 1966-ban kibontják, de a csoportvezető katonai szolgálata miatt ez elmaradt. Az 1966. évi Karszt- és Barlangkutatási Tájékoztatóban kiadott csoportjelentés szerint 1965 március végén, április elején kezdték el a csoporttagok a Gerecse Tatabánya felőli oldalán a terepbejárásokat, melynek során néhány kis víznyelőt találtak. A Turul-emlékmű közelében van a legbiztatóbb a talált víznyelők közül. Ez a víznyelő mesterségesen, az erdőgazdaság által van betemetve.
1972 első napjaiban a Tatabányai Szénbányák Barlangkutató Csoport folytatta az 1971-ben részben feltárt 7-es sz. víznyelő kutatását. A csoport 1972. évi jelentésében az van írva, hogy az év legnagyobb részében inaktív a nyelő, csak különösen nagy záporokkor működhet. Ácsolattal van biztosítva négyszögletes szája beomlás ellen. A nyílás lefelé fokozatosan bővül, pár m után 1,5–2 m átmérőjű. 9–10 m-nél meredek és szűk kürtő van, amely 5–6 m hosszú. Kis padka található 16 m mélyen. 16 m-től kezdve a D-i oldalon függőleges, az agyagos padkától fából ácsolt létra 25 m mélyen éri el a talajt. A vető mentén létrejött hasadék 14 m hosszú, 15 m magas és 3 m széles. Az ÉK felé lejtősödő termet törmelék, alsó részét agyag tölti ki. 1972-ben próbabontással kb. 3 m-t haladtak előre a tagok. A további kutatást a kis létszám és a hiányos felszerelés akadályozta.
1975-ben a Fényes Elek Barlangkutató Szakosztály a tavaszi táborakor felmérte a barlangot és ekkor a végponton meteorológiai állomást rendezett be. Elkészült fekete képből és színes diából álló fényképdokumentációja. Bejáratát, amely nagyon omlásveszélyes volt, az év második felében kiácsolta, így elkezdődhetett a feltárás a barlang legmélyebb pontján. A munkálatokat az év első felében Lendvay Ákos és Doronyai József, második felében Szécsényi László és Hermann Béla vezették.
1976-ban a Kőbányai Barlangkutató és Hegymászó Szakosztály a tavaszi táborakor, majd azután háromnapos munkatúrákon dolgozott a barlangban. A szakosztály 1976. évi jelentése szerint a rengeteg törmelék depózása balesetveszélyes, ezért a tagok 1977. évi első feladata az, hogy új bejáratot nyissanak. A barlangi levegő hőmérsékletét három helyen mérték. Az 1976. évi MKBT Beszámolóban publikálva lett két táblázat, amelyekben a meteorológiai mérések eredményei láthatók. A régi ácsolat annyira rossz állapotban volt, hogy le kellett bontani és ki kellett hordani a barlangból balesetveszélyessége miatt. A mélyponton 120×120 cm szelvényben indítottak bontást. Új ácsolatot készítettek, de a keretácsolat második tagjának betétele után omlás történt. Ekkor kb. 3,5 m mélyen dolgoztak a kutatók. A nagyon lejtős teremben felhalmozott törmelék megcsúszott és a nem elég magas ácsolaton átbukva a bontási helyre zúdult.
Nem történt személyi sérülés, de a törmelék alatt maradt a szerszámok egy része. A munkát csak akkor lehet folytatni, ha az omlásveszélyes bejáratot lezárják és új bejáratot nyitnak. Megvan a lehetőség új bejárat nyitására és a kibontott törmeléket ezen keresztül kell a felszínre szállítani, mert nem célszerű felhalmozni azt a lejtős teremben. A szakosztály 1977. évi jelentésében az van írva, hogy a Turul-parkerdőben lévő nagyon omlásveszélyes barlang biztosítása és betömése sürgős feladata volt a szakosztálynak. A Szécsényi László által vezetett kutatók a veszélyes részt több helyen lezárták és a kirándulók miatt eltorlaszolták a bejáratot.
A szakosztály 1979. évi jelentése szerint Tatabánya-alsó felett, a Turul-emlékműtől DK-re 1200–1300 m-re helyezkedik el a 4630/26 barlangkataszteri számú barlang. Az emlékműtől a piros jelzésen a Nagy-rét (Csemete-kert) új műutat érintő sarkáig kell menni. Itt jobbra kell fordulni a szekérútra, tehát le kell térni a piros jelzésről. A szekérúton 100–120 m-t haladva az úttól balra 30 m-re van. A 41 m hosszú barlang vető mentén keletkezett és a kibontott bejárat, valamint a bejáratot követő omlásos, nagy lejtőszögű rész mintegy természetes lavinagurítóként működik. 5–10 percenként csapódott be a Nagy-terem alján egy-egy kőbomba.
A Nagy-terem felett egy dolina helyezkedik el, amely mindig aktív csepegést biztosít a terem egy felfelé harapódzó kürtőszerű részén keresztül. Az volt tervezve, hogy ez a pont lesz bontva, mert teteje maximum egy-két m-re lehet a dolina aljától. Az új bejáraton át ki lehetne hordani a suvadásveszélyes törmeléket, így folytatódhatna a feltáró kutatás. A bejárat alatt 23 m-re van a barlang legmélyebb pontja. A Nagy-terem 11 m hosszú, 1,5–4,7 m széles és 8–9 m magas. A barlang kutatásakor többször volt nagy zápor. Ilyenkor percenként 100–120 l vizet vezet a törmelékkel borított lejtő a barlang mélypontja felé.
A bejárat alatti omlásveszélyes aknában karvastagságú vízsugarat látott Lendvay Ákos 10 perccel a zápor után. Feltáró kutatás szempontjából nagyon biztató. Élővilága nincs. A jelentéshez külön dossziéban mellékelve lett a barlang 3 lapból álló térképe. Az 1981. évi Karszt és Barlang 1–2. félévi számában nyilvánosságra lett hozva, hogy a Tatabányai Bányász-barlangnak 4630/26. a barlangkataszteri száma. Az 1984-ben kiadott Magyarország barlangjai című könyv országos barlanglistájában szerepel a Gerecse hegység barlangjai között a 4630/26 barlangkataszteri számú barlang tatabányai Bányász-barlang néven. A listához kapcsolódóan látható a Dunazug-hegység barlangjainak földrajzi elhelyezkedését bemutató 1:500 000-es méretarányú térképen a barlang földrajzi elhelyezkedése.

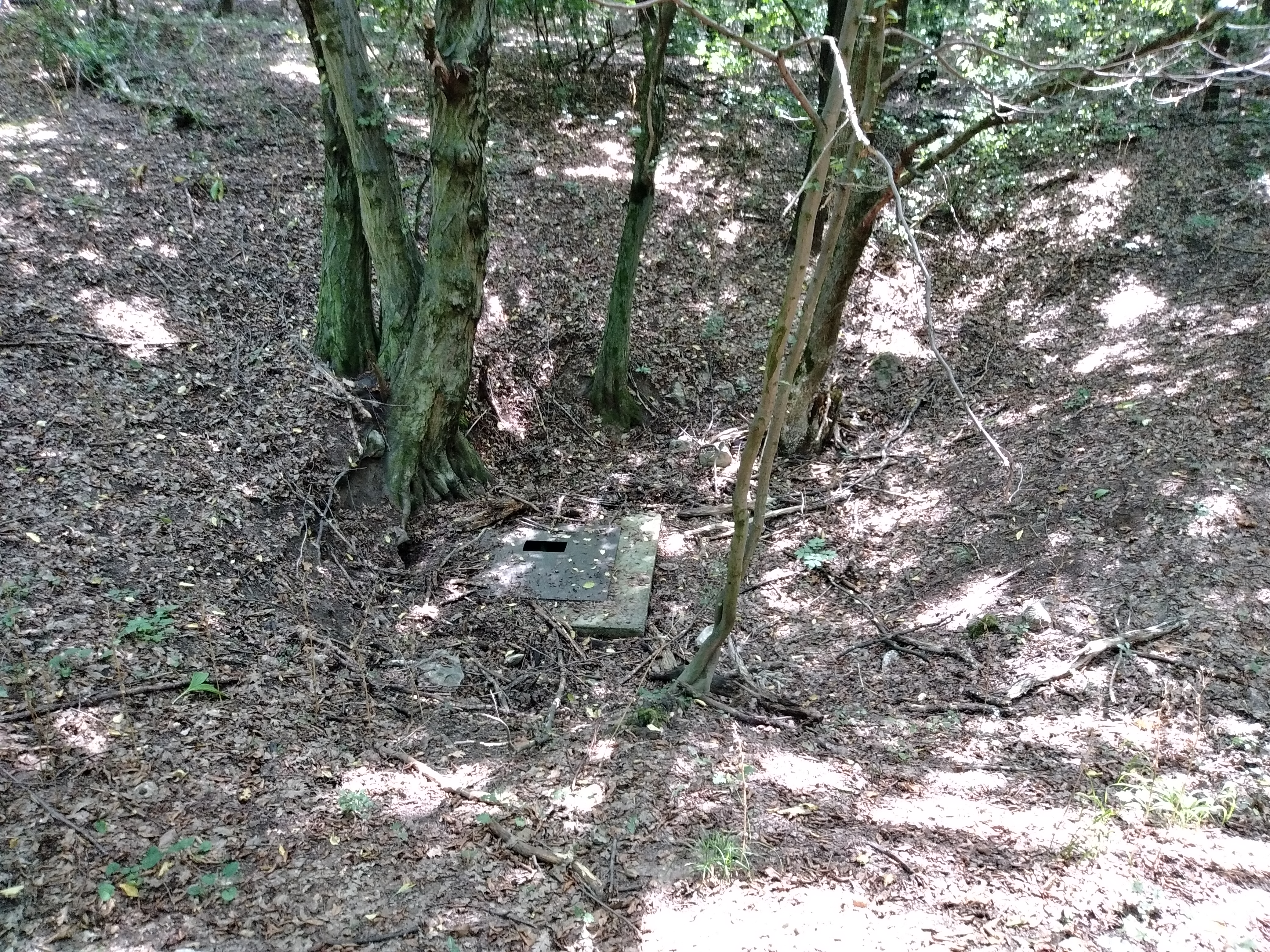
A barlang bejárata

Az 1994. évi Limesben közölt, Juhász Márton által írt tanulmányban az olvasható, hogy 1971 májusában a 7. sz. víznyelő megbontásával sikerült feltárni a 20 m mély és nagyon omladékos barlangot. A tanulmányban lévő, a tatabányai barlangkutató csoportok jelentősebb barlangfeltárásainak kronológiáját szemléltető ábrán nyomon követhető a barlang feltárástörténete. Az 1994. évi Limesben lévő, Székely Kinga által írt tanulmányban az olvasható, hogy a 4630/26 barlangkataszteri számú Tatabányai Bányász-barlang további nevei 7-8. sz. víznyelő és Csemetekerti-víznyelő. Bertalan Károly barlangleltárában nem szerepel az üreg. A Barlangtani Intézetben a beomlott barlangnak nincs kataszteri törzslapja, fényképe és irodalmi törzslapja, de térképe és kutatási törzslapja van.
2006-ban a Gerecse Barlangkutató és Természetvédő Egyesület tagjai a töbör alján, a régi bejárat helyét jelző meredek falú berogyásban indított 1,5×1,5 m szelvényű kutatóakna mélyítésével kezdték el az újrafeltárást. A bontáskor 4,8 m mélységben működőképes tüzérségi lövedéket találtak, amelyet a Magyar Honvédség tűzszerészei eltávolítottak. 5–5,5 m mélységben a kutatóakna elérte a szálkőzetben lévő barlangjáratot. A barlang mélypontján a régi kutatóakna feltöltődött. Az egyesület megállapította, hogy nagy mennyiségű kitöltés felszínre juttatásával lehetséges a további feltárás. E munka előfeltétele az omladékos bejárati kutatóakna megerősítése és a bejárat kiépítése.
A 2006. október 22-i és a 2006. november 4-i barlangbejárásokkor az egyesület megállapította, hogy nincs benne denevér. 2006. november 26-án Krkos Márk észlelte, hogy a végponti teremben az oldalfalon 3–4 m magasságban szabadon lógva egy kis patkósdenevér és egy közönséges denevér van. 2006. december 16-án Juhász Márton és Sümegi Attila észlelték, hogy a végponti teremben az oldalfalon kb. 4 m magasságban szabadon lógva egy közönséges denevér van.
Az egyesület 2006. évi jelentése szerint 1971-ben tárta fel a Tatabányai Szénbányák Barlangkutató Csoportja kb. 23 m mélységig és 40 m hosszúságig. 1975-ben és 1976-ban a Kőbányai Barlangkutató és Hegymászó Szakosztály kutatta. 1976-ban be lett omlasztva bejárata, mert a barlang veszélyesen omlékony volt. A 2006 végén történt részletes felmérés alapján a barlang 41,5 m hosszú és 20 m mély. 2007-ben az egyesület állagmegóvási munkát végzett az omladékos bejárati rész többszöri megtisztításával.
Juhász Márton 2007. évi tanulmányában részletesen ismertetve van. A publikációban az van írva, hogy a Tatabányán lévő Tatabányai Bányász-barlang közhiteles barlangnyilvántartási száma 4630-26, UTM-kódja CT07D1. Az időszakosan aktív víznyelőbarlang 41,5 m hosszú és 20 m mély. A szabadon megtekinthető barlang bejárata nyitott, de jellege és bejárásának nehézségei miatt nem fenyegeti számottevő emberi zavarás. A barlangban a Gerecse Barlangkutató és Természetvédő Egyesület 2006-ban 1 téli és 3 őszi denevér megfigyelést végzett, amelyek közül a téli és 1 őszi volt eredményes. A 2006 őszén újra megnyitott bejáratú barlangban a megnyitás után szinte azonnal megjelentek a denevérek. Nagy védelmi problémát okoz omladékos bejárati szakasza, mely beomlással és feltöltődéssel veszélyezteti a barlangot. Az omlásveszélyt a bejárat kiépítésével és lezárásával lehetne maradandóan megszüntetni. A barlangban végzett denevér-megfigyelésekkel kapcsolatos irodalom Juhász Márton 1 kéziratából áll.
| Dátum              | Rhin. hip. | Myo. myo. |
| ------------------ | ---------- | --------- |
| 2006. november 26. | 1          | 1         |
| 2006. december 16. | –          | 1         |

A 2009. január 31-i, a 2009. június 28-i, a 2009. szeptember 26-i, a 2010. július 4-i, a 2010. november 30-i, a 2011. január 30-i, a 2011. április 26-i, a 2011. augusztus 23-i, a 2011. december 27-i, a 2012. június 30-i, a 2012. augusztus 26-i, a 2013. március 3-i és a 2013. július 5-i barlangbejárásokkor az egyesület megállapította, hogy nincs benne denevér. 2009. december 30-án egy kis patkósdenevér volt benne.

## Denevér-megfigyelések
| \| Dátum \| Rhin. hip. \| Myo. myo. \| \| -------------------- \| ---------- \| --------- \| \| 2006. október 22. \| – \| – \| \| 2006. november 4. \| – \| – \| \| 2006. november 26. \| 1 \| 1 \| \| 2006. december 16. \| – \| 1 \| \| 2009. január 31. \| – \| – \| \| 2009. június 28. \| – \| – \| \| 2009. szeptember 26. \| – \| – \| \| 2009. december 30. \| 1 \| – \| \| 2010. július 4. \| – \| – \| \| 2010. november 30. \| – \| – \| \| 2011. január 30. \| – \| – \| \| 2011. április 26. \| – \| – \| \| 2011. augusztus 23. \| – \| – \| \| 2011. december 27. \| – \| – \| \| 2012. június 30. \| – \| – \| \| 2012. augusztus 26. \| – \| – \| \| 2013. március 3. \| – \| – \| \| 2013. július 5. \| – \| – \| |            |           |
| Dátum | Rhin. hip. | Myo. myo. |
| 2006. október 22. | –          | –         |
| 2006. november 4. | –          | –         |
| 2006. november 26. | 1          | 1         |
| 2006. december 16. | –          | 1         |
| 2009. január 31. | –          | –         |
| 2009. június 28. | –          | –         |
| 2009. szeptember 26. | –          | –         |
| 2009. december 30. | 1          | –         |
| 2010. július 4. | –          | –         |
| 2010. november 30. | –          | –         |
| 2011. január 30. | –          | –         |
| 2011. április 26. | –          | –         |
| 2011. augusztus 23. | –          | –         |
| 2011. december 27. | –          | –         |
| 2012. június 30. | –          | –         |
| 2012. augusztus 26. | –          | –         |
| 2013. március 3. | –          | –         |
| 2013. július 5. | –          | –         |

## További irodalom
- Jáki Rezső – Sóki Imre: A Tatabányai Szénbányák barlangkutató csoportjának munkájáról. Tatabányai Szénbányák Műszaki-Közgazdasági Közleményei, 1971. (11. évf.) július–szeptember. 140. old.